# Gilbert de Brionne
Gilbert de Brionne († v. 1040) fut comte d'Eu et peut-être de Brionne.

## Biographie
Fils de Godefroi de Brionne († apr. 1023), petit-fils du duc Richard Ier de Normandie, Gilbert de Brionne, dit le comte Gislebert, est l'un des Richardides. Il succède à son demi-frère Guillaume d'Eu à la tête du comté d'Eu à une date incertaine. Selon l'historien Pierre Bauduin, c'est le duc Robert le Magnifique qui nomme Gilbert comte, au début des années 1030. Ce qui expliquerait pourquoi il conduit une opération en Vimeu contre son voisin Enguerrand Ier de Ponthieu dans la même période. Toutefois Robert de Torigni place la cession du comté d'Eu peu de temps avant la mort de Gilbert vers 1040.
De plus, Gilbert fut peut-être comte de Brionne. Orderic Vital l'atteste mais l'histoire de ce comté apparaît obscure. Ce qui est en tout cas certain, c'est que dès 1032, Gilbert s'intitule comte sans que les historiens puissent déterminer son ressort territorial.
Ennemi de la famille Giroie, il s'accroche avec elle pour le contrôle du pays d'Ouche. À la mort de Giroie l'Ancien, il tente d’enlever Montreuil-l'Argillé à ses héritiers.
Il est nommé tuteur de Guillaume le Bâtard (plus tard le Conquérant), après l'assassinat du duc Alain III de Bretagne. Gilbert est assassiné fin 1040 ou début 1041 par Robert, fils de Giroie à l'instigation de Raoul de Gacé,.

## Descendance
Il eut au moins quatre enfants avec sa femme, dont l'identité est inconnue :
- Richard de Bienfaite (en anglais : Richard Fitz Gilbert) († 1107[2]), seigneur de Bienfaite et d'Orbec, puis lord de Clare et de Tonbridge, fondateur de la puissante famille anglo-normande des Clare ;
- Guillaume ;
- Baudouin de Meules[note 1] (en anglais : Baldwin Fitz Gilbert) († 1090), seigneur de Meules et du Sap ;
- Adèle, épouse du baron Néel II de Saint-Sauveur, vicomte du Cotentin.